# 徳川達孝
徳川 達孝（とくがわ さとたか、慶応元年5月25日（1865年6月18日） - 昭和16年（1941年）2月18日）は、明治期から昭和にかけての宮中官僚・政治家。田安徳川家第9代当主。田安家第5・8代当主の徳川慶頼の四男。位階・勲等・爵位は正二位勲一等伯爵。幼名は群之助。のちに、徳川宗家を継承した兄の徳川家達から偏諱を与えられ達孝と名乗る。

## 来歴
兄・家達が徳川宗家を継承したこともあり、明治2年（1869年）4月5日、田安家の次期（第9代）当主候補として嫡子となる。明治9年（1876年）11月13日、父・慶頼の死去により、12歳で家督を相続する。同年11月28日、元服する。明治17年（1884年）7月7日、伯爵となる。明治20年（1887年）3月、徳川慶喜の長女・鏡子が輿入れする。明治22年（1889年）、ヨーロッパ視察を行う。明治30年（1897年）7月8月、補欠選挙で貴族院議員となり、大正3年（1914年）6月6日に辞職する。
侍従次長となり、皇后宮大夫事務取扱を大正4年（1915年）3月23日から大正5年（1916年）6月22日まで兼務した。大正11年（1922年）3月22日、大正天皇の侍従長に就任し、昭和2年（1927年）3月3日に退任した。その他、学習院評議員・日本弘道会長を務める。
十五銀行の倒産や家扶の不正などで経済的に逼迫したため、昭和15年（1940年）、芝区三田綱町の邸宅2,711平方メートルを慶應義塾に売却。旧邸には慶應義塾大学綱町研究所（文学部心理学研究室、法学部法律鑑定部など）が置かれ、のちに慶應義塾大学亜細亜研究所が創設されると、施設のすべてがそれにあてられた。昭和20年（1945年）の東京大空襲で建物のほぼ半分を失い、翌年の亜細亜研究所廃止後は職員住居にあてられたが、昭和26年（1951年）から慶應義塾女子高等学校となった。邸宅売却後は実兄・家達公爵家が構える千駄ヶ谷本邸の別棟で暮らした。
なお、達孝は昭和12年（1937年）頃から徳川義親に家産の整理を相談し、債務の返済には成功している。その一環として、昭和13年（1938年）4月、屏風などの家宝の売りたてを行った。昭和16年（1941年）死去。満75歳没。墓所は谷中霊園寛永寺墓地。

## 人物
華族として、主に宮中で活躍。侍従長に就任。謹厳な性格で知られる。野球に熱中し、三田綱町の邸宅の庭園や築山を壊して泉水を埋め、運動場を造成した（徳川邸運動場）。野球クラブ（ヘラクロス倶楽部）を組織。この運動場で新橋アスレチック倶楽部と対戦したといわれる。

## 栄典
位階
- 1889年（明治22年）6月26日 - 正五位[6]
- 1893年（明治26年）6月16日 - 従四位[7]
- 1897年（明治30年）7月2日 - 正四位[8]
- 1902年（明治35年）6月20日 - 従三位[9]
- 1910年（明治43年）7月1日 - 正三位[10]
- 1934年（昭和9年）6月1日 - 正二位[11]

爵位
- 1884年（明治17年）7月7日 - 伯爵[12]

勲章等
| 受章年                     | 略綬 | 勲章名                   | 備考 |
| -------------------------- | ---- | ------------------------ | ---- |
| 1890年（明治23年）12月15日 |      | 木杯一組                 |      |
| 1891年（明治24年）3月26日  |      | 木杯一組                 |      |
| 1894年（明治27年）2月2日   |      | 木杯一個                 |      |
| 1906年（明治39年）4月1日   |      | 勲四等旭日小綬章         |      |
| 1907年（明治40年）4月16日  |      | 木杯一組                 |      |
| 1912年（大正元年）8月1日   |      | 韓国併合記念章           |      |
| 1915年（大正4年）11月7日   |      | 大正三四年従軍記章       |      |
| 1916年（大正5年）12月26日  |      | 勲三等瑞宝章             |      |
| 1920年（大正9年）11月1日   |      | 旭日中綬章               |      |
| 1924年（大正13年）1月30日  |      | 勲二等瑞宝章             |      |
| 1925年（大正14年）5月10日  |      | 旭日重光章               |      |
| 1928年（昭和3年）12月28日  |      | 金杯一組                 |      |
| 1934年（昭和9年）2月1日    |      | 御紋付銀盃               |      |
| 1936年（昭和11年）12月25日 |      | 勲一等瑞宝章             |      |
| 1940年（昭和15年）8月15日  |      | 紀元二千六百年祝典記念章 |      |

## 系譜
- 父：徳川慶頼（田安徳川家第5・8代当主）
  - 兄：徳川寿千代（田安徳川家第6代当主）
  - 兄：徳川家達（徳川宗家第16代当主）
  - 弟：徳川頼倫（紀州徳川家第15代当主）
- 妻：徳川鏡子（公爵徳川慶喜の長女） 
  - 長女：須美子（伯爵溝口直亮夫人）
  - 次女：穀子（子爵土屋正直（土屋挙直の長男）夫人）
  - 三女：艶子（伯爵立花鑑徳（立花寛治の長男）夫人）
  - 四女：繡子（子爵徳川武定夫人）
- 妻：徳川知子（公爵島津忠義の五女、香淳皇后の伯母） 
  - 長男：徳川達成（伯爵・海軍技術大佐）
  - 五女：恵子（子爵大久保寛一（大久保立の長男）夫人）

## 著作ほか
- 「朱舜水と第1高等学校」『朱舜水』（1912年）朱舜水記念会、朱舜水記念会事務所。NCID BN12272885
- 『國民道徳訓』（1915年）徳川達孝（述）; 平塚睢鳩（編）、至誠堂書店。NCID BA32012091
- 『大正天皇御治世史』（1927年）高木八太郎 ; 小島徳彌、教文社。NCID BN07556715。一木喜徳郎閣下題辞, 徳川達孝閣下題辞, 服部宇之吉先生序文。